# Vili Sopanen
Vili Juhani Sopanen (* 21. Oktober 1987 in Valkeala) ist ein finnischer Eishockeyspieler, der seit Februar 2019 bei Rauman Lukko in der Liiga unter Vertrag steht.

## Karriere
Vili Sopanen wurde in Lahti groß und reifte beim dortigen Liiga-Club Pelicans zum Scorer. Beim NHL Entry Draft 2007 wurde er von den New Jersey Devils in der sechsten Runde als 177. Spieler ausgewählt. Trotzdem stand er bis auf das Jahr 2010/11 und die Saison 2017/18 vor seinem Wechsel zum ERC Ingolstadt nur bei seinem Heimatclub unter Vertrag, Leihen zu Kooperationspartnern davon ausgenommen.
Am 11. Juni 2018 einigte er sich mit dem ERC Ingolstadt, einem Team aus der Deutschen Eishockey Liga (DEL), auf einen Einjahresvertrag. Im November desselben Jahres wechselte er ligaintern zu den Schwenninger Wild Wings. Etwa zwei Monate später verließ er den Schwarzwälder Club wieder und kehrte nach Finnland zurück, wo er von Rauman Lukko verpflichtet wurde.